# Deutsche Meisterschaften im Skispringen 2014

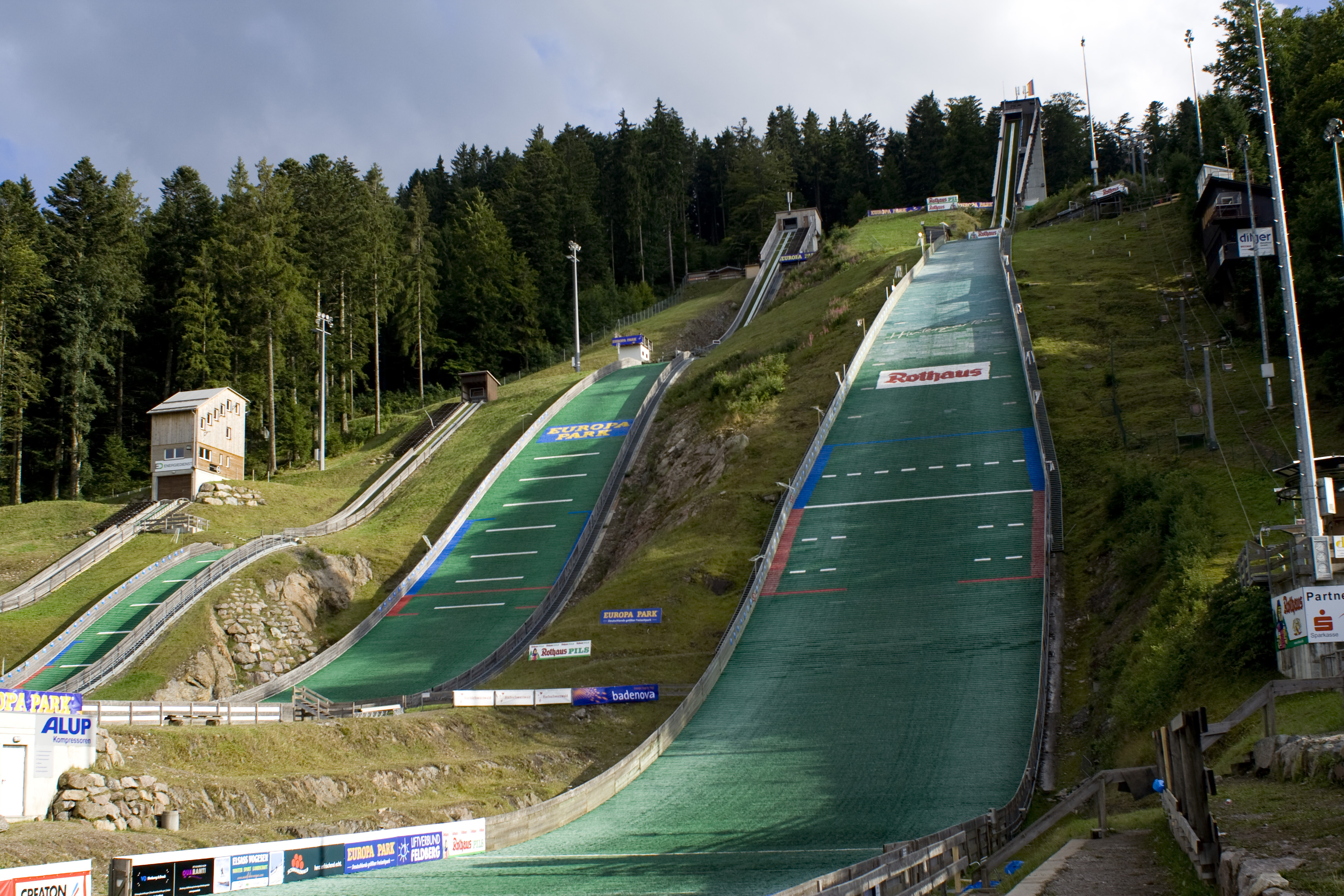
Adler-Skistadion Hinterzarten

Die Deutschen Meisterschaften im Skispringen 2014 fanden vom 5. bis 7. September 2014 im baden-württembergischen Hinterzarten statt, die Veranstaltung der Damen fand zusammen mit den Deutschen Meisterschaften in der Nordischen Kombination vom 2. bis 5. Oktober 2014 statt. Der Veranstalter war der Deutsche Skiverband und Organisator der Skiclub Hinterzarten. Die Wettbewerbe wurden im Adler-Skistadion ausgetragen. Bei den Herren wurde ein Einzel- und ein Teamwettbewerb jeweils von der Normalschanze HS 108 ausgetragen. Außerdem gab es einen Einzelwettbewerb bei den Damen von der Normalschanze sowie bei den Juniorinnen von der mittleren Schanze HS 77.

## Teilnehmer
| 76 Teilnehmer (51 Athleten und 25 Athletinnen) aus 7 Bundesländern                | 76 Teilnehmer (51 Athleten und 25 Athletinnen) aus 7 Bundesländern |
| --------------------------------------------------------------------------------- | ------------------------------------------------------------------ |
| - Baden-Württemberg (17) – Gastgeber - Bayern (26) - Brandenburg (1) - Hessen (3) | - Niedersachsen (1) - Sachsen (15) - Thüringen (13)                |

## Programm und Zeitplan
Der Zeitplan der Deutschen Meisterschaften:

### Herren
| Datum             | Uhrzeit      | Ereignis                                                |
| ----------------- | ------------ | ------------------------------------------------------- |
| Fr., 5. September | 19:00        | Mannschaftsführersitzung Kurhaus                        |
| Fr., 5. September | 20:00        | Offizieller Empfang des Veranstalters                   |
| Sa., 6. September | 09:30        | Offizielles Training                                    |
| Sa., 6. September | 17:00        | Probedurchgang Einzelwettkampf                          |
| Sa., 6. September | 18:00        | Wettkampf 1. Durchgang Einzelwettkampf                  |
| Sa., 6. September | anschließend | Wettkampf 2. Durchgang Einzelwettkampf und Siegerehrung |
| Sa., 6. September | anschließend | Offizielle Verabschiedung von Martin Schmitt            |
| So., 7. September | 09:00        | Probedurchgang Teamwettkampf                            |
| So., 7. September | 10:30        | Wettkampf 1. Durchgang Teamwettkampf                    |
| So., 7. September | anschließend | Wettkampf 2. Durchgang Teamwettkampf und Siegerehrung   |

### Damen
| Datum           | Uhrzeit      | Ereignis                                                            |
| --------------- | ------------ | ------------------------------------------------------------------- |
| Do., 2. Oktober | 18:30        | Offizielles Training Juniorinnen                                    |
| Fr., 3. Oktober | 09:00        | Probedurchgang Juniorinnen                                          |
| Fr., 3. Oktober | 09:30        | Wettkampf 1. Durchgang Einzelwettkampf Juniorinnen                  |
| Fr., 3. Oktober | anschließend | Wettkampf 2. Durchgang Einzelwettkampf Juniorinnen und Siegerehrung |
| Fr., 3. Oktober | 14:00        | Offizielles Training Damen                                          |
| Sa., 4. Oktober | 18:00        | Probedurchgang Damen                                                |
| Sa., 4. Oktober | 18:45        | Wettkampf 1. Durchgang Einzelwettkampf Damen                        |
| Sa., 4. Oktober | anschließend | Wettkampf 2. Durchgang Einzelwettkampf Damen und Siegerehrung       |

## Ergebnisse

### Herren

#### Herren Einzel
Der Einzelwettbewerb der Herren wurde am Samstag, den 6. September auf der Normalschanze HS 108 (K 95) ausgetragen. Es waren 38 Athleten gemeldet, von denen alle in die Wertung kamen.
| Platz | Name                | Verein                  | Weite 1 | Weite 2 | Punkte |
| ----- | ------------------- | ----------------------- | ------- | ------- | ------ |
| 1     | Richard Freitag     | SG Nickelhütte Aue      | 104,5   | 103,5   | 267,5  |
| 2     | Andreas Wank        | SC Hinterzarten         | 102,5   | 99,5    | 253,5  |
| 3     | Karl Geiger         | SC Oberstdorf           | 101,0   | 101,0   | 252,5  |
| 4     | Marinus Kraus       | WSV Oberaudorf          | 100,5   | 101,5   | 252,0  |
| 5     | Severin Freund      | WSV DJK Rastbüchl       | 101,5   | 99,0    | 250,5  |
| 6     | Danny Queck         | WSV 08 Lauscha          | 101,0   | 99,0    | 249,5  |
| 7     | Andreas Wellinger   | SC Ruhpolding           | 100,0   | 100,0   | 249,0  |
| 8     | Markus Eisenbichler | TSV Siegsdorf           | 98,5    | 101,5   | 247,5  |
| 9     | Pius Paschke        | WSV Kiefersfelden       | 98,5    | 100,5   | 245,5  |
| 10    | Daniel Wenig        | SK Berchtesgaden        | 100,5   | 98,5    | 245,0  |
| 11    | Michael Neumayer    | SK Berchtesgaden        | 100,0   | 99,5    | 244,5  |
| 12    | Martin Haman        | SG Nickelhütte Aue      | 99,0    | 99,0    | 242,5  |
| 13    | Paul Winter         | SC Willingen            | 98,0    | 99,5    | 241,5  |
| 14    | Dominik Mayländer   | SC Degenfeld            | 98,0    | 98,5    | 239,0  |
| 15    | Petrick Hammann     | SV Baiersbronn          | 98,0    | 98,0    | 237,0  |
| 16    | Florian Menz        | SC Steinbach-Hallenberg | 98,5    | 97,0    | 236,5  |
| 17    | Kevin Horlacher     | SC Degenfeld            | 97,5    | 98,5    | 236,0  |
| 18    | Stephan Leyhe       | SC Willingen            | 98,5    | 96,5    | 235,0  |
| 19    | Niklas Wangler      | SZ Breitnau             | 99,5    | 94,5    | 234,0  |
| 20    | Tim Heinrich        | WSV Schmiedefeld        | 97,0    | 96,0    | 231,0  |
| 21    | Franz Weiß          | SG Nickelhütte Aue      | 97,5    | 94,5    | 228,5  |
| 22    | Daniel Althaus      | SC Oberstdorf           | 97,5    | 95,0    | 227,5  |
| 23    | Maximilian Kaiser   | WSV Braunlage           | 96,5    | 94,5    | 224,5  |
| 24    | Tim Fuchs           | SC Degenfeld            | 94,5    | 96,0    | 223,0  |
| 25    | Christian Heim      | SC Auerbach/Bpol        | 97,5    | 92,0    | 222,5  |
| 26    | Sebastian Bradatsch | WSC 07 Ruhla            | 94,0    | 96,5    | 221,5  |
| 27    | Marc Ganserer       | SC Oberstdorf / SIO     | 96,0    | 91,5    | 216,5  |
| 28    | Pascal Bodmer       | SV Meßstetten           | 94,0    | 94,0    | 214,5  |
| 29    | Michael Herrmann    | SC Oberstdorf           | 90,5    | 95,0    | 212,5  |
| 30    | David Siegel        | SV Baiersbronn          | 92,0    | 93,5    | 211,0  |
| 31    | Franz Röder         | SG Nickelhütte Aue      | 92,5    | 92,0    | 210,5  |
| 32    | Florian Horst       | SV Biberau              | 90,0    | 93,5    | 208,0  |
| 33    | Jan Mayländer       | SC Degenfeld            | 86,5    | 97,5    | 199,5  |
| 34    | Sebastian Rombach   | SC Hinterzarten         | 91,5    | 87,5    | 196,5  |
| 35    | Lukas Wagner        | WSV 08 Lauscha          | 88,0    | 91,0    | 194,0  |
| 36    | Michael Dreher      | SC Oberstdorf           | 88,5    | 89,5    | 193,5  |
| 37    | Niklas Brunner      | SC Partenkirchen        | 84,5    | 89,0    | 184,5  |
| 38    | Sepp Lechner        | WSV Kiefersfelden/BLP   | 84,0    | 86,0    | 176,5  |

#### Herren Team
Der Teamwettbewerb der Herren wurde am Sonntag, den 7. September auf der Normalschanze HS 108 (K 95) ausgetragen. Es waren 48 Athleten in 12 Teams mit je vier Athleten gemeldet, von denen alle in die Wertung kamen.
| Platz | Team                  | Name                                                           | Verein                                                               | Weite 1                 | Weite 2                 | Punkte |
| ----- | --------------------- | -------------------------------------------------------------- | -------------------------------------------------------------------- | ----------------------- | ----------------------- | ------ |
| 1     | Bayern I              | Andreas Wellinger Karl Geiger Marinus Kraus Severin Freund     | SC Ruhpolding SC Oberstdorf WSV Oberaudorf WSV DJK Rastbüchl         | 101,5 103,0 101,5 100,5 | 104,0 106,5 103,0 99,0  | 1034,0 |
| 2     | Bayern II             | Markus Eisenbichler Pius Paschke Daniel Wenig Michael Neumayer | TSV Siegsdorf WSV Kiefersfelden SK Berchtesgaden                     | 99,0 100,5 99,5 104,0   | 100,0 103,0 101,5 103,5 | 1012,0 |
| 3     | Baden-Württemberg I   | Dominik Mayländer Niklas Wangler Kevin Horlacher Andreas Wank  | SC Degenfeld SZ Breitnau SC Degenfeld SC Hinterzarten                | 96,5 95,5 97,5 100,5    | 100,5 102,0 97,0 101,0  | 971,0  |
| 4     | Sachsen I             | Franz Weiß Johannes Schubert Martin Haman Richard Freitag      | SG Nickelhütte Aue                                                   | 88,5 96,0 99,0 107,5    | 91,5 96,5 99,5 104,0    | 941,0  |
| 5     | Thüringen I           | Florian Menz Tim Heinrich Sebastian Bradatsch Danny Queck      | SC Steinbach-Hallenberg WSV Schmiedefeld WSC 07 Ruhla WSV 08 Lauscha | 92,0 93,0 100,0 98,5    | 94,5 98,5 97,0 98,5     | 924,0  |
| 6     | Baden-Württemberg II  | Tim Fuchs Pascal Bodmer Jan Mayländer Petrick Hammann          | SC Degenfeld SV Meßstetten SC Degenfeld SV Baiersbronn               | 91,0 94,0 98,0 95,5     | 92,0 102,0 96,5 97,0    | 906,0  |
| 7     | Bayern III            | Daniel Althaus Marc Ganserer Michael Herrmann Christian Heim   | SC Oberstdorf SC Oberstdorf / SIO SC Oberstdorf SC Auerbach/Bpol     | 95,0 91,5 93,5 96,0     | 96,5 93,0 91,5          | 876,5  |
| 8     | Thüringen II          | Lukas Wagner Florian Horst Benedikt Menz Julian Hahn           | WSV 08 Lauscha SV Biberau SC Steinbach-Hallenberg WSV Oberhof 05     | 82,5 94,0 91,0 81,5     | 94,0 96,0 94,0 82,5     | 781,0  |
| 9     | Bayern IV             | Simon Gillhofer Moritz Baer Michael Dreher Fabian Seidl        | WSV DJK Rastbüchl SF Gmund-Dürnbach SC Oberstdorf SC Auerbach CJD    | 84,0 82,5 92,0 95,5     | 85,0 87,5 94,0 88,0     | 774,5  |
| 9     | Baden-Württemberg III | Axel Mayländer Sebastian Rombach Jonathan Siegel David Siegel  | SC Degenfeld SC Hinterzarten SV Baiersbronn                          | 89,5 86,5 92,5 88,5     | 91,5 86,0 87,0 89,5     | 774,5  |
| 11    | Sachsen II            | Max Schaale Erik Frischmann Richard Schultheiß Franz Röder     | SV Zschopau SG Nickelhütte Aue                                       | 72,0 80,0 87,0 89,5     | 76,5 87,5 87,0 89,0     | 676,0  |
| 12    | Bayern V              | Fabian Raimund Niklas Brunner Mike Müller Sepp Lechner         | SC Oberstdorf SC Partenkirchen SC Oberstdorf WSV Kiefersfelden/BLP   | 67,0 88,5 81,5          | 60,0 90,0 85,5 81,0     | 593,0  |

### Damen

#### Damen Einzel
Der Einzelwettbewerb der Damen wurde am Freitag, den 3. Oktober auf der Normalschanze HS 108 (K 95) ausgetragen. Es waren 17 Athletinnen gemeldet, von denen alle in die Wertung kamen.
| Platz | Name              | Verein             | Weite 1 | Weite 2 | Punkte |
| ----- | ----------------- | ------------------ | ------- | ------- | ------ |
| 1     | Katharina Althaus | SC Oberstdorf      | 100,5   | 102,5   | 256,0  |
| 2     | Gianina Ernst     | SC Oberstdorf      | 97,0    | 99,5    | 240,5  |
| 3     | Carina Vogt       | SC Degenfeld       | 95,5    | 100,0   | 237,0  |
| 4     | Svenja Würth      | SV Baiersbronn     | 95,5    | 95,5    | 224,0  |
| 5     | Anna Häfele       | SC Willingen       | 92,0    | 96,5    | 221,0  |
| 6     | Ulrike Gräßler    | VSC Klingenthal    | 91,0    | 95,5    | 216,0  |
| 7     | Juliane Seyfarth  | WSC 07 Ruhla       | 87,5    | 90,0    | 198,0  |
| 8     | Henriette Kraus   | SG Nickelhütte Aue | 89,0    | 89,0    | 195,5  |
| 9     | Anna Rupprecht    | SC Degenfeld       | 87,5    | 88,5    | 195,0  |
| 10    | Pauline Heßler    | WSV 08 Lauscha     | 83,0    | 84,5    | 174,5  |
| 11    | Luisa Görlich     | WSV 08 Lauscha     | 84,5    | 83,5    | 170,0  |
| 12    | Agnes Reisch      | WSV Isny           | 82,0    | 81,5    | 164,0  |
| 13    | Arantxa Lancho    | SG Nickelhütte Aue | 85,0    | 75,5    | 156,0  |
| 14    | Veronika Zobel    | SC Oberstdorf      | 81,0    | 81,0    | 155,5  |
| 15    | Melanie Häckert   | VSC Klingenthal    | 78,5    | 77,0    | 147,0  |
| 16    | Lucienne Höppner  | SV Stützengrün     | 68,5    | 73,5    | 114,5  |

#### Juniorinnen Einzel
Der Einzelwettbewerb der Juniorinnen wurde am Samstag, den 4. Oktober auf der mittleren Schanze HS 77 (K 70) ausgetragen. Es waren 18 Athletinnen gemeldet, von denen 16 in die Wertung kamen.
| Platz | Name                | Verein              | Weite 1 | Weite 2 | Punkte |
| ----- | ------------------- | ------------------- | ------- | ------- | ------ |
| 1     | Katharina Althaus   | SC Oberstdorf       | 71,5    | 73,0    | 232,9  |
| 2     | Gianina Ernst       | SC Oberstdorf       | 72,0    | 72,5    | 231,4  |
| 3     | Agnes Reisch        | WSV Isny            | 66,0    | 68,0    | 206,3  |
| 4     | Anna Rupprecht      | SC Degenfeld        | 65,0    | 67,0    | 204,4  |
| 5     | Pauline Heßler      | WSV 08 Lauscha      | 60,0    | 64,5    | 181,4  |
| 6     | Sophia Görlich      | WSV 08 Lauscha      | 63,0    | 61,5    | 180,9  |
| 7     | Luisa Görlich       | WSV 08 Lauscha      | 61,0    | 62,0    | 177,6  |
| 8     | Henriette Kraus     | SG Nickelhütte Aue  | 63,0    | 59,0    | 174,4  |
| 9     | Arantxa Lancho      | SG Nickelhütte Aue  | 54,5    | 50,5    | 130,0  |
| 10    | Selina Freitag      | SG Nickelhütte Aue  | 52,0    | 50,5    | 126,0  |
| 11    | Anna Berktold       | SC Oberstdorf       | 52,0    | 53,0    | 125,0  |
| 12    | Jasmin Buchmann     | VSC Klingenthal     | 50,0    | 49,5    | 109,9  |
| 13    | Cassandra Kremer    | WSV Isny            | 46,5    | 47,5    | 102,8  |
| 14    | Magdalena Lingenhöl | SC Oberstdorf       | 45,0    | 43,5    | 92,2   |
| 15    | Leoni Kindl         | WSV Bad Freienwalde | 45,5    | 47,0    | 92,0   |
| 16    | Michelle Köhler     | WSV 08 Lauscha      | 46,0    | 45,0    | 86,2   |
| 17    | Leoni Glas          | SC Partenkirchen    | 42,0    | 42,5    | 69,9   |